# Новокулундінська сільська рада
Новокулунді́нська сільська рада (рос. Новокулундинский сельский совет) — сільське поселення у складі Благовіщенського району Алтайського краю Росії.
Адміністративний центр — селище Новокулундінка.

## Населення
Населення — 933 особи (2019; 1222 в 2010, 1654 у 2002).

## Склад
До складу сільської ради входять:
| Населений пункт        | Населення, осіб (2002) | Населення, осіб (2010) |
| ---------------------- | ---------------------- | ---------------------- |
| Долинка, село          | 568                    | 394                    |
| Курган, селище         | 219                    | 112                    |
| Новокулундінка, селище | 587                    | 509                    |
| Новотюменцево, селище  | 280                    | 207                    |